# Mama-san
Un mama-san ou mamasan est généralement une femme en position d'autorité, et plus spécifiquement une responsable d'une maison de geisha, d'un bar ou d'une discothèque en Asie de l'Est.
En Asie du Sud-Est, une mamasan est une femme qui exerce un rôle de supervision dans certains établissements, généralement ceux liés aux débits de boissons. Papa-san peut se référer à un homme dans une position similaire.
Le terme est une combinaison du mot anglais "Mama" et du suffixe japonais -san qui est un honorifique poli attaché au nom ou au titre d'une personne, inventé par des soldats américains au Japon après la Seconde Guerre mondiale. Cela a probablement eu une certaine influence dans sa propagation à d'autres pays d'Asie du Sud-Est.
Il est considéré comme extrêmement impoli de désigner une femme responsable d'un restaurant ou d'une auberge respectable comme étant mama-san. Le titre qui lui convient est okami ou okami-san.
En Thaïlande et aux Philippines, mamasan est couramment utilisé pour décrire une femme qui gère les travailleuses dans les bars et les bordels.